# Rosochaniec
Rosochaniec – potok, lewy dopływ rzeki Łososina.
Rosochaniec wypływa w położonym na wysokości 1010 m źródle na Polanie Michurowa na południowym stoku Ćwilina w Beskidzie Wyspowym. Spływa w kierunku południowo-wschodnim przez porośnięte lasem stoki Ćwilina, a następnie pola uprawne wsi Jurków. W dolnej części swego biegu skręca w kierunku północno-wschodnim i w zabudowanym terenie wsi Jurków (osiedle Tracze) na wysokości 540 m uchodzi do Łososinki.
Rosochaniec ma 4 dopływy; trzy lewobrzeżne ze zboczy Ćwilina i jeden (najkrótszy) prawobrzeżny. Najdłuższy z zasilających go potoków wypływa w dolince po wschodniej stronie przełęczy między Ćwilinem i Małym Ćwilinkiem. Jego koryto przekracza nieznakowana, najkrótsza droga wyjściowa na Ćwilin z Wilczyc. Zlewnia potoku Rosochaniec znajduje się w obrębie wsi Wilczyce i Jurków w województwie małopolskim, w powiecie limanowskim, w gminie Dobra.

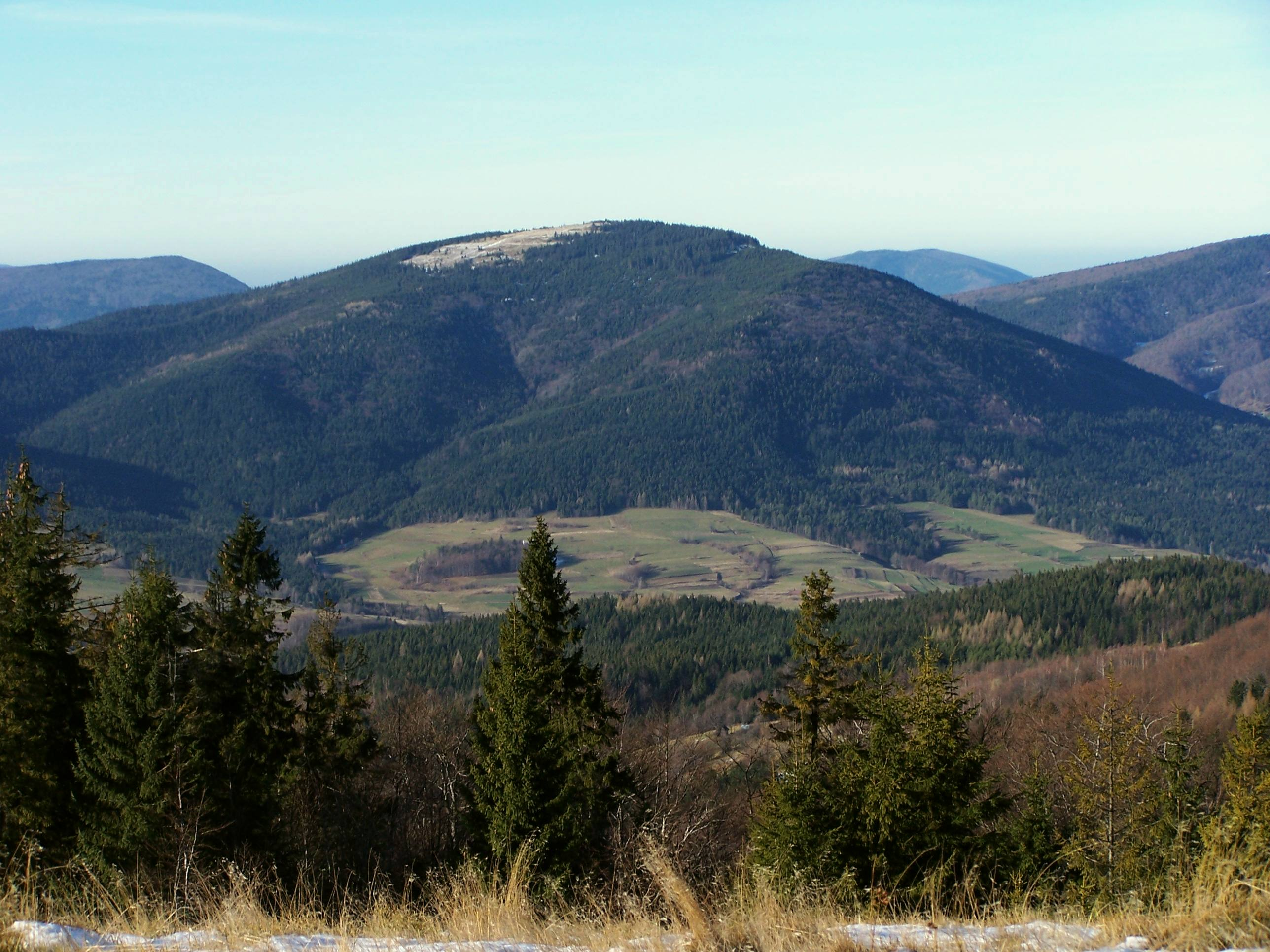
Widok z Mogielicy na Ćwilin i wcinającą się w niego dolinę potoku Rosochaniec (największa)